# Džvari (město)
Džvari (gruzínsky ჯვარი) je město v severovýchodní Gruzii, kraj Samegrelo-Horní Svanetie. Leží na východním břehu řeky Inguri a jeho název v překladu znamená "kříž". Žije zde přibližně 1 300 obyvatel.
V letech 1961 - 1987 byla nad městem postavena Ingurská přehrada, která je s 272 m vysokou hrází nejvyšší dostavěnou přehradou s klenutou hrází na světě.
Džvari je domovským městem Melitona Kantarii (1920-1993), desátníka Rudé armády, který byl vyfotografován při vztyčování sovětské vlajky na budově Říšského sněmu v Berlíně v souvislosti s porážkou nacistického Německa.
Zdejší středověký klášterní chrám patří k nejvýznamnějším gruzínským architektonickým památkám. Od roku 1994 je zapsání na Seznam světových kulturních a přírodních památek UNESCO. Kostel je postaven z pravidelných, pečlivě opracovaných kvádrů okrově zbarveného pískovce a jako žádná ze staveb klasického období nebyl omítnut.